# Maranta arundinacea
Espèce
Classification phylogénétique
Maranta arundinacea, aussi appelée marante, dictame, herbe aux flèches ou arrow-root, est une espèce de plante de la famille des Marantaceae que l'on trouve principalement en Amérique tropicale.
Elle se cultive comme plante d'appartement ou de serre, sous lumière vive mais tamisée. Pour un meilleur résultat, il est bon de les cultiver dans un mélange terreau/tourbe/terre franche, dans des coupes plus larges que profondes. Les arrow-root apprécient une vaporisation du feuillage.
À La Réunion et à l'île Maurice, le nom a été transformé en rouroute.

## Description
Le système racinaire est superficiel, en forme de flèches (d'où le nom) jaune pâle, couvertes d'écailles.
Les feuilles sont elliptiques, avec la pointe émoussée.
Les petites fleurs blanches, rares, sont tubulaires et portées par paires et réunies en grappes légères.
- plante herbacée pérenne, érigée, de 0,5-1,5 m de haut
- rhizomes charnus, cylindriques, de 5-40 cm × 2-5 cm, blancs ou rougeâtres, couverts de feuilles écailleuses blanc-brunâtre
- tife fine, ramifiée à l'apex
- feuilles radicales et caulinaires, distiques
- pétiole cylindrique, engaînant à la base
- limbe ovale-oblong, de 10-30 cm × 3-10 cm, arrondi à tronqué à la base, acuminé à l'apex, vert ou parfois strié de blanc ou de pourpre, à nervure principale proéminente et nombreuses nervures latérales parallèles
- inflorescence paniculée, terminale, souvent ramifiée, chaque rameau soustendu par une bractée
- fleurs hermaphrodites, zygomorphes, de 2 cm de long, à corolle blanche, 3-lobée, tubuleuse
- fruit oblong, de 7 mm de long, coriace, brun, glabre à velu
- graines trigones, scabres, roses avec un arille jaune à deux lobes

## Utilisations
On extrait des rhizomes de l'arrow-root une fécule qui peut servir comme :
- adjuvant alimentaire (épaississant) ;
- ingrédient de base en pâtisserie ou confiserie (« bonbons la rouroute ») ;
- régulateur du fonctionnement intestinal en cas de diarrhées ;
- Au Royaume-Uni, la boisson Saloop est parfois un Salep réalisé avec de la farine de tubercule d'Arum maculatum ou de Maranta arundinacea [1].

## Galerie de photos

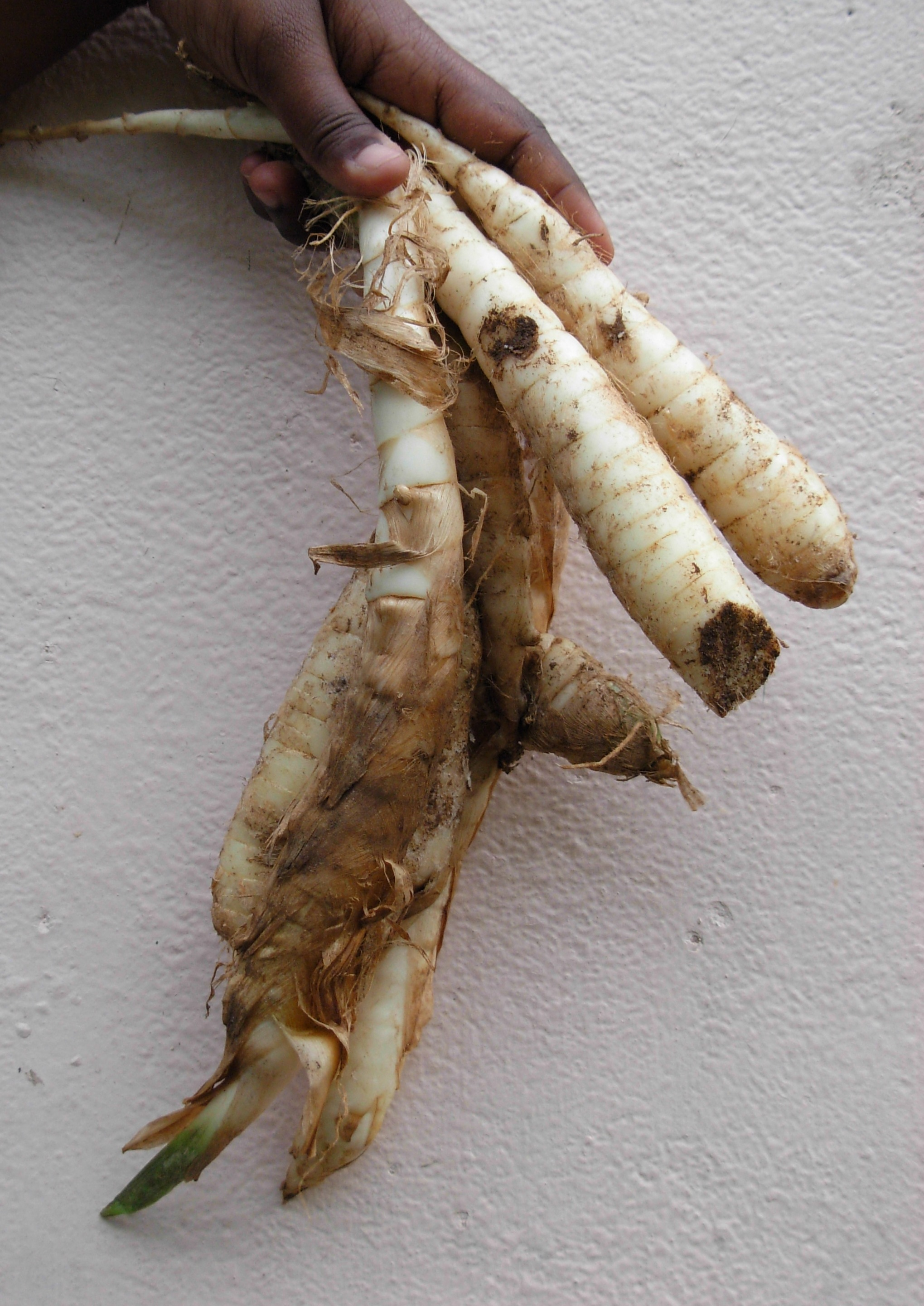
Racine de Maranta arundinacea
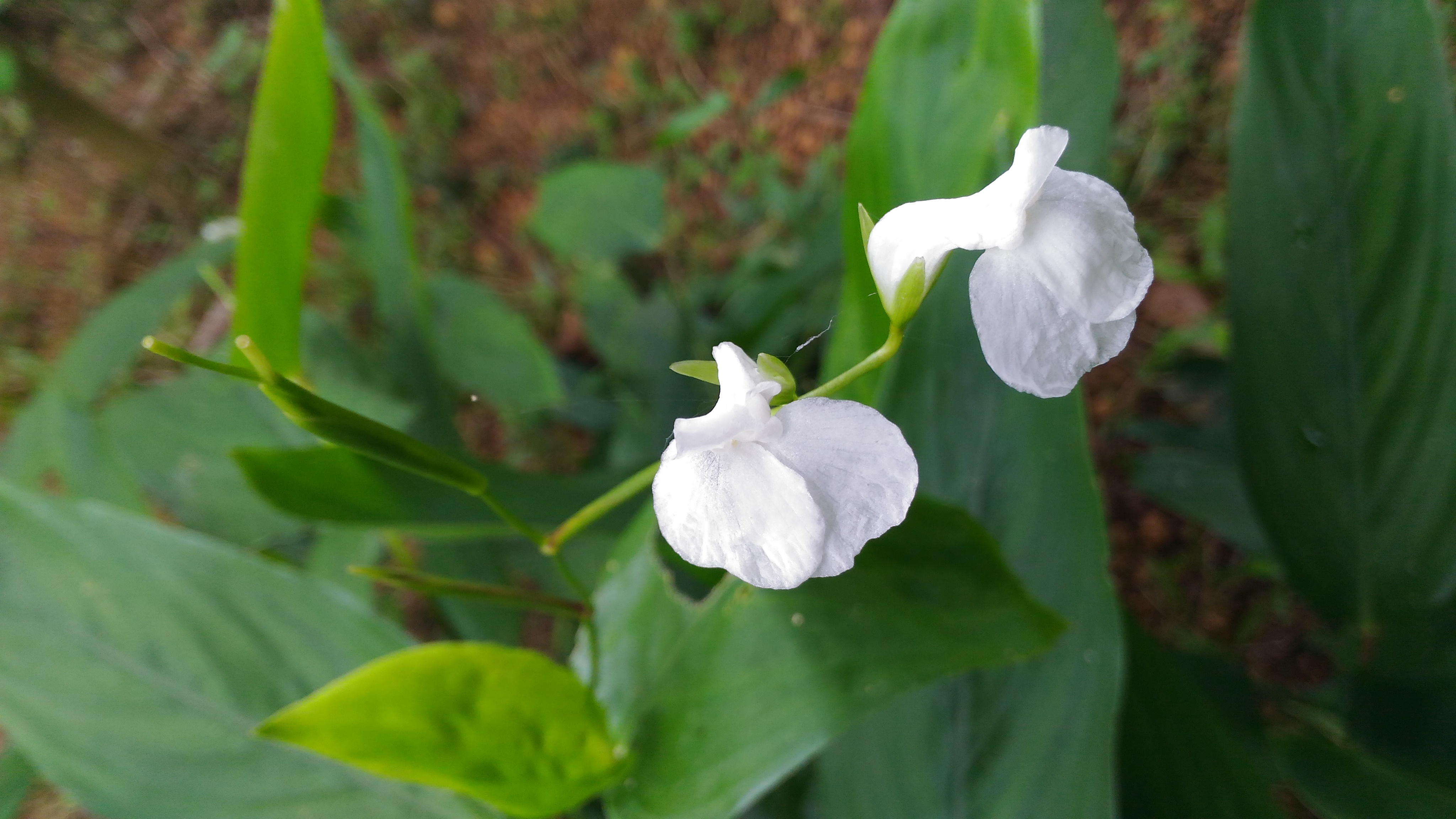
Fleurs de Maranta arundinacea
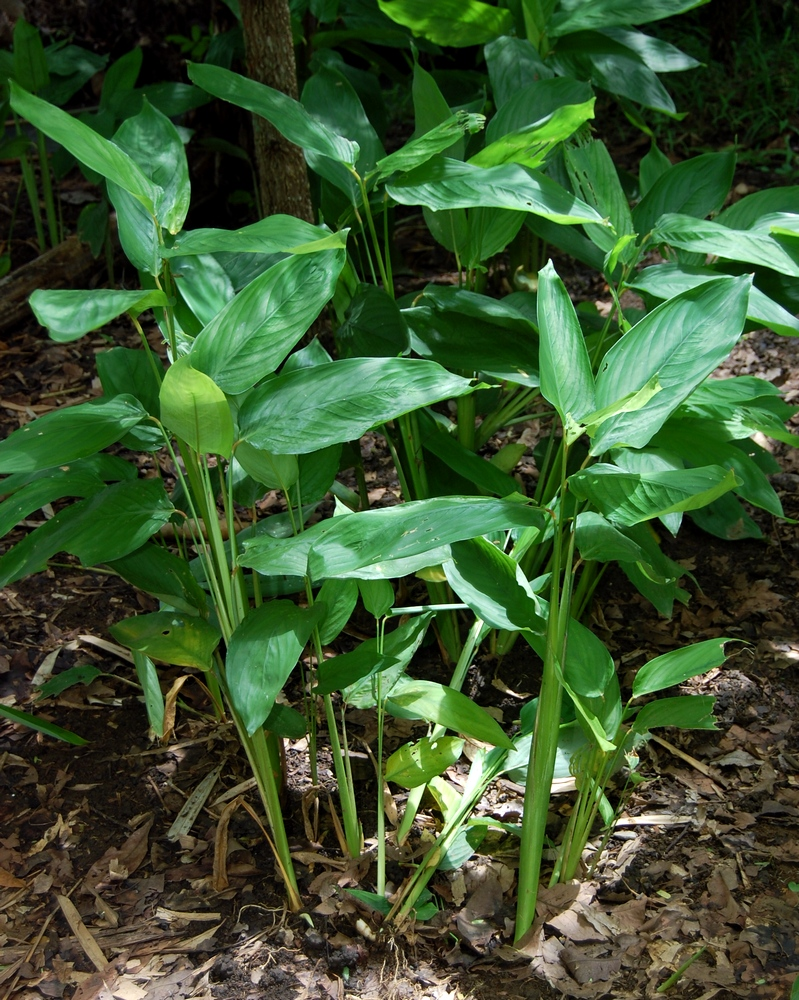
Maranta arundinacea sur l'île de Java en Indonésie